# Сакраментарий епископа Дрого
Сакраментарий Дрого (фр. Sacramentaire de Drogon) — иллюминированный сакраментарий (богослужебная книга), созданный приблизительно в 845—855 годах и являющийся значимым образцом каролингского искусства украшения рукописей.

## Создание
Создание рукописи связывают с именем внебрачного сына Карла Великого — Дрого, епископа Меца. Дрого получил епископскую кафедру в Меце (28 июня 823 года), одну из самых почитаемых при Каролингах, став здесь преемником епископа Гондульфа. С этого времени стал вернейшим помощником своего брата, Людовика Благочестивого. Мец был важным епископством: здесь был коронован Карл II Лысый и похоронены Людовик и сам Дрого. В 843 году Мец стал столицей Королевства Лотарингия. Должность Дрого позволила ему стать одним из главных покровителей искусств в IX веке; по его указанию был украшен Кафедральный собор Меца, а роскошно иллюминированный сакраментарий изготовлен для его личного пользования, так как содержит только те разделы литургии, которые произносит епископ. Сакраментарий не является результатом работы монастырского скриптория, а относится к дворцовой школе. 

## Украшение

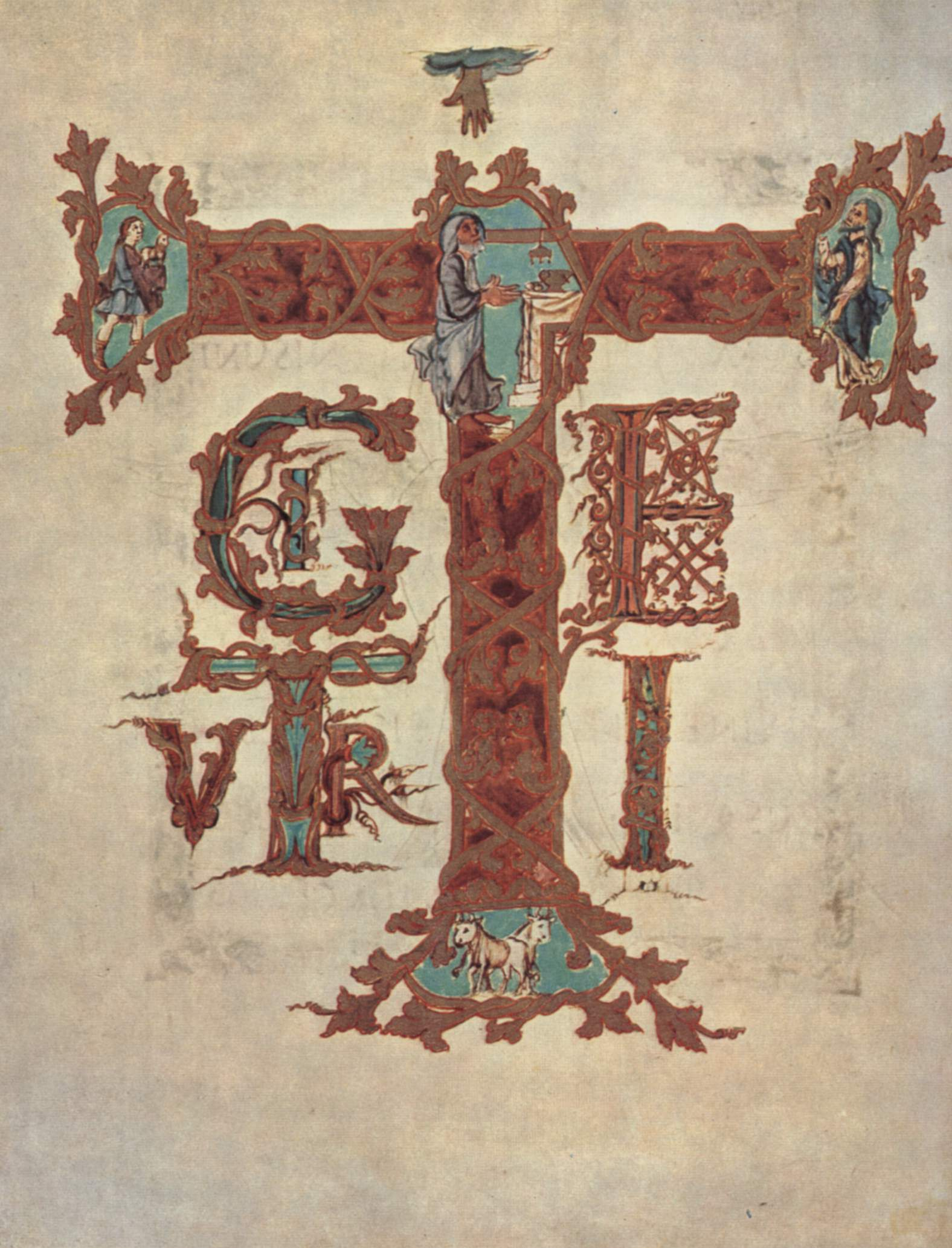
Сложная композиция, открывающая начало Евхаристического канона, содержит буквы «Те igitur». В основании «тау» помещены тельцы как образ библейской жертвы.

Книга написана четким латинским письмом и содержит иллюминированные украшения страниц и великолепные флероны и растительные орнаменты. Украшение рукописи в виде иллюминированных прописных букв, изображений декоративных арок и позолоченных букв отличается как изяществом, так и динамичностью, изысканностью цветов: используются яркие зеленый, голубой, фиолетовый и пурпурный цвета. Рисунки, которыми иллюминирована рукопись, в основном, посвящены жизни Христа и аналогичны тем, что изображены на вставленных в переплет пластинах из слоновой кости. 
Передняя и задняя крышки переплета, изготовленные в то же время и в той же мастерской, что и рукопись, разделены на девять пластин с резными рельефными изображениями. Пластины на передней стороне обложки иллюстрируют основные таинства; на обратной — сцены литургии. В XVI веке пластины были вставлены в серебряные обкладки, декорированные листьями аканта и установленные на покрытые зеленым бархатом крышки переплета.
Переплетающиеся побеги аканта являются общим декоративным элементом всех буквиц и близки к позднеантичным образцам христианских памятников: похожие мотивы встречаются в резьбе капителей, оформлении саркофагов, мозаичных орнаментальных композициях V–VI веков, однако греческие и итальянские произведения того времени изображают акантовые побеги в форме завитков. Считается, что оригинальное переосмысление каролингскими мастерами классического элемента оказало влияние на англосаксонскую школу.

### Иллюминированные буквицы

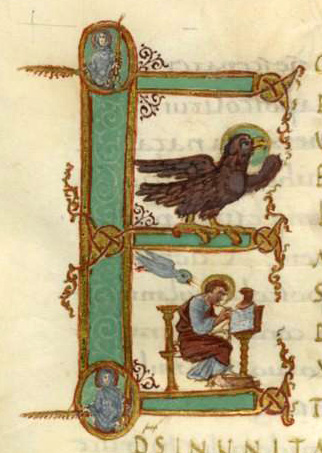
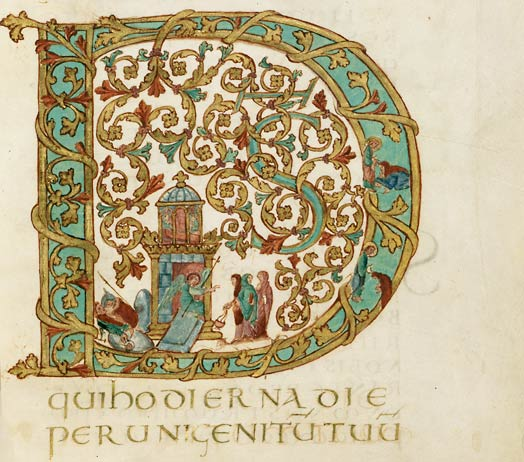
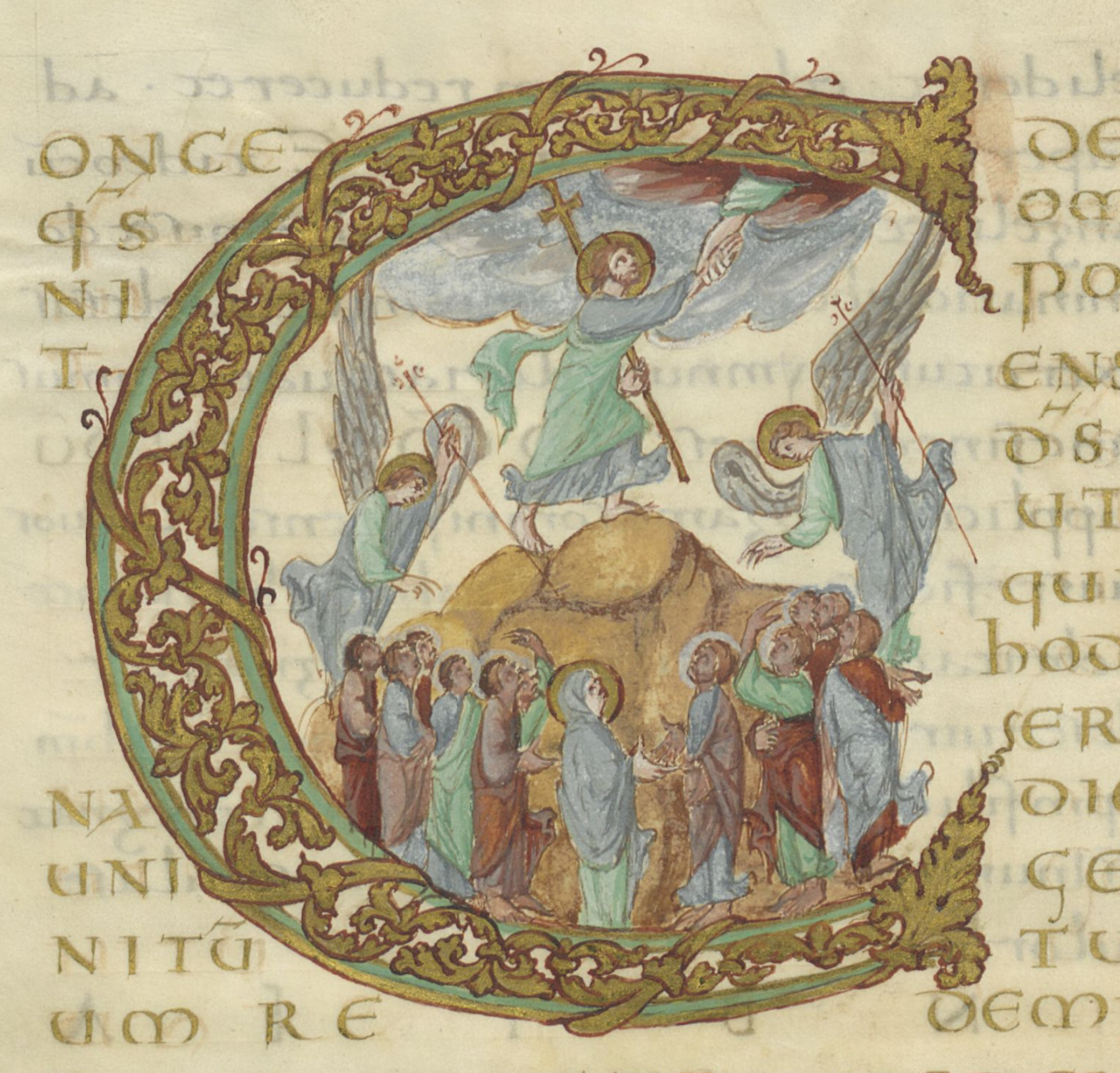
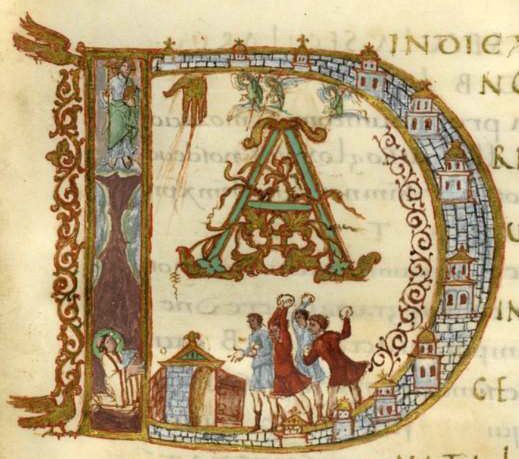
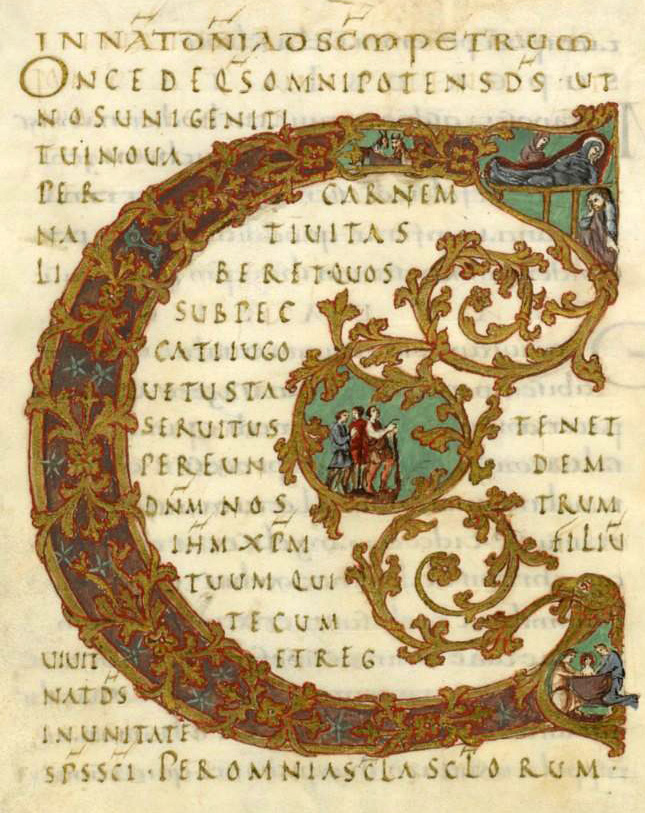
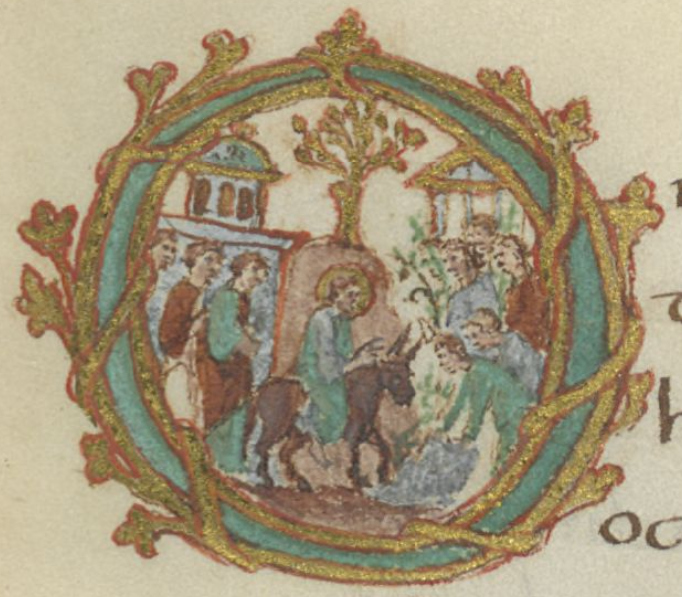